# Bold Tern
Bold Tern — судно для встановлення вітрових турбін, споруджене для норвезької компанії Fred Olsen Windcarrier. Однотипне з Brave Tern.

## Характеристики
Замовлення на судно виконала у 2013 році верф Lamprell Energy (емірат Дубай). За своїм архітектурно-конструктивним типом воно відноситься до самопідіймальних (jack-up) та має чотири опори довжиною по 92 метри (після подовження на 14 метрів під час розпочатої у 2016 році модернізації) з максимальною довжиною під корпусом 71 метр. Це дозволяє оперувати в районах з глибинами від 5,5 до 60 метрів.
Для виконання основних завдань Brave Tern обладнане краном Gusto GLC-800-ED-S, здатним підіймати вантаж у 800 тонн на висоту 102 метри (при вантажі у 640 тонн висота підйому досягає 120 метрів). Його робоча палуба має площу 3200 м2 та розрахована на розміщення до 7600 тон вантажу з максимальним навантаженням 10 тон/м2. Це дозволяє одночасно приймати на борт 8 комплектів вітрових турбін потужністю 3,6 МВт або 4 комплекти потужністю 8 МВт. При виконанні завдань на спорудження фундаментів судно транспортує одночасно 3-4 комплекти.
Пересування до місця виконання робіт здійснюється самостійно при висоті хвиль до 3,5 метрів із максимальною швидкістю до 12 вузлів, а точність встановлення забезпечується системою динамічного позиціювання DP2.
На борту наявні каюти для 80 осіб. Доставка персоналу та вантажів може здійснюватись з використанням гелікоптерного майданчика судна, який має діаметр 22 метри та розрахований на прийом машин вагою до 12,8 тонн.

## Завдання судна
Першим завданням судна, завершеним у червні 2013 року, став монтаж вітрових турбін на ВЕС Рифгат (німецький сектор Північного моря на північний захід від острова Боркум).
В 2014 році Bold Tern разом з Brave Tern стали одними з суден, які здійснювали встановлення вітрових агрегатів на іншій німецькій північноморській ВЕС Глобаль-Тех I. Разом вони  змонтували 75 башт та гондол, а також під'єднали 22 комплекти лопатей.
З осені того ж року та по червень 2015-го Bold Tern провадило встановлення вітрових агрегатів на ВЕС Бутендік (Північне море на захід від острова Зильт).
В першій половині 2017 року, вже після проведеної модернізації, судно разом з Seajacks Scylla монтувало вітрові турбіни на черговій німецькій північноморській ВЕС Фея-Мате.
У вересні 2017-го Bold Tern приєдналось до судна Pacific Orca, яке раніше розпочало встановлення вітрових турбін на ВЕС Galloper в Північному морі біля узбережжя Саффолку.
На 2018 та 2019 роки компанія Fred Olsen Windcarrier уклала контракти щодо монтажу турбін на вітрових електростанціях в німецькому секторі Північного моря — Боркум-Рифгрунд 2 та Hohe See. Роботи виконуватимуть обидва її судна — Brave Tern та Bold Tern.